# Skála (Céphalonie)
Skála, en grec moderne : Σκάλα, est un village sur l'île de Céphalonie, en Grèce.
Selon le recensement de 2011, la population de Skála compte 760 habitants.